# 屈内日
屈内日（法語：Cunèges，法語發音：[kynɛʒ]）是法国多尔多涅省的一个市镇，属于贝尔热拉克区。

## 地理
屈内日（44°46'48"N, 0°22'21"E）面积5.98 平方千米，位于法国新阿基坦大区多爾多涅省，该省份为法国西南部内陆省份，是法國本土面积第三大的省，大致对应佩里戈尔地区，北起顺时针与夏朗德省、上维埃纳省、科雷兹省、洛特省、洛特-加龙省、吉倫特省和滨海夏朗德省接壤。
与屈内日接壤的市镇（或旧市镇、城区）包括：加雅克和鲁亚克、莫内斯捷、蓬波尔、锡古莱斯和弗洛雅克、泰纳克、锡古莱斯。

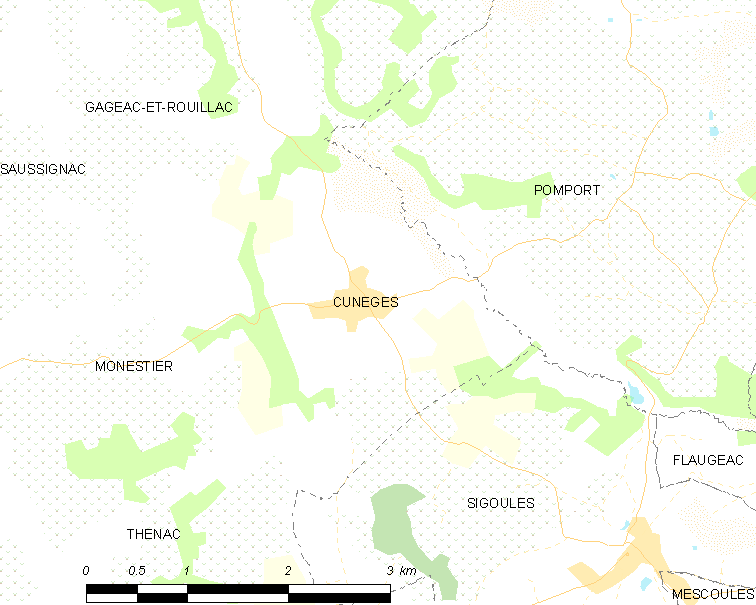
屈内日的OSM定位图

屈内日的时区为UTC+01:00、UTC+02:00（夏令时）。

## 行政
屈内日的邮政编码为24240，INSEE市镇编码为24148。

## 政治
屈内日所属的省级选区为南贝尔热拉库瓦县。

## 人口

1962-2008年间屈内日人口变化图示

屈内日于2022年1月1日时的人口数量为315人。